# Troides aeacus
Troides aeacus är en fjärilsart som först beskrevs av Felder 1860.  Troides aeacus ingår i släktet Troides och familjen riddarfjärilar. Inga underarter finns listade i Catalogue of Life.

## Bildgalleri

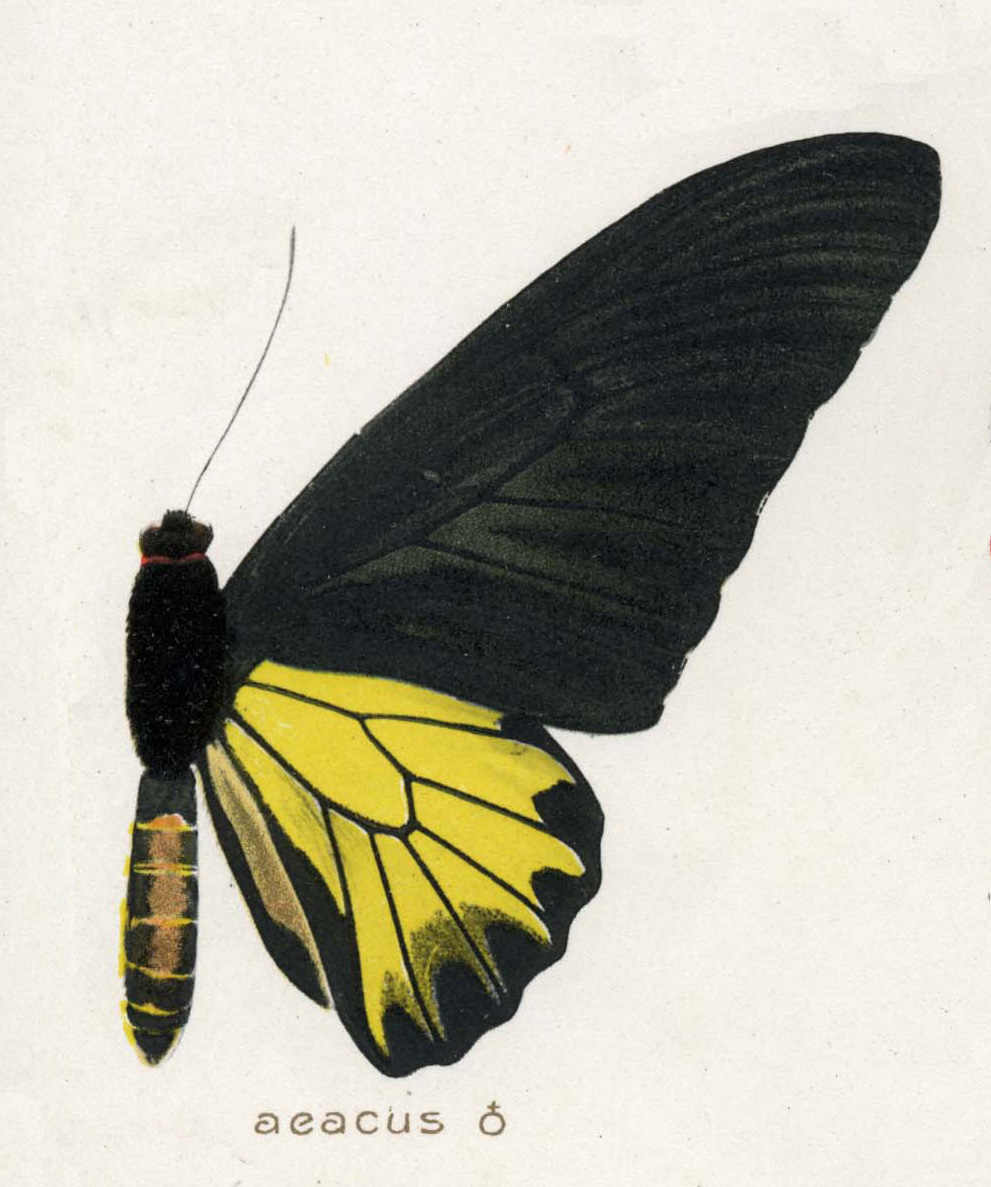
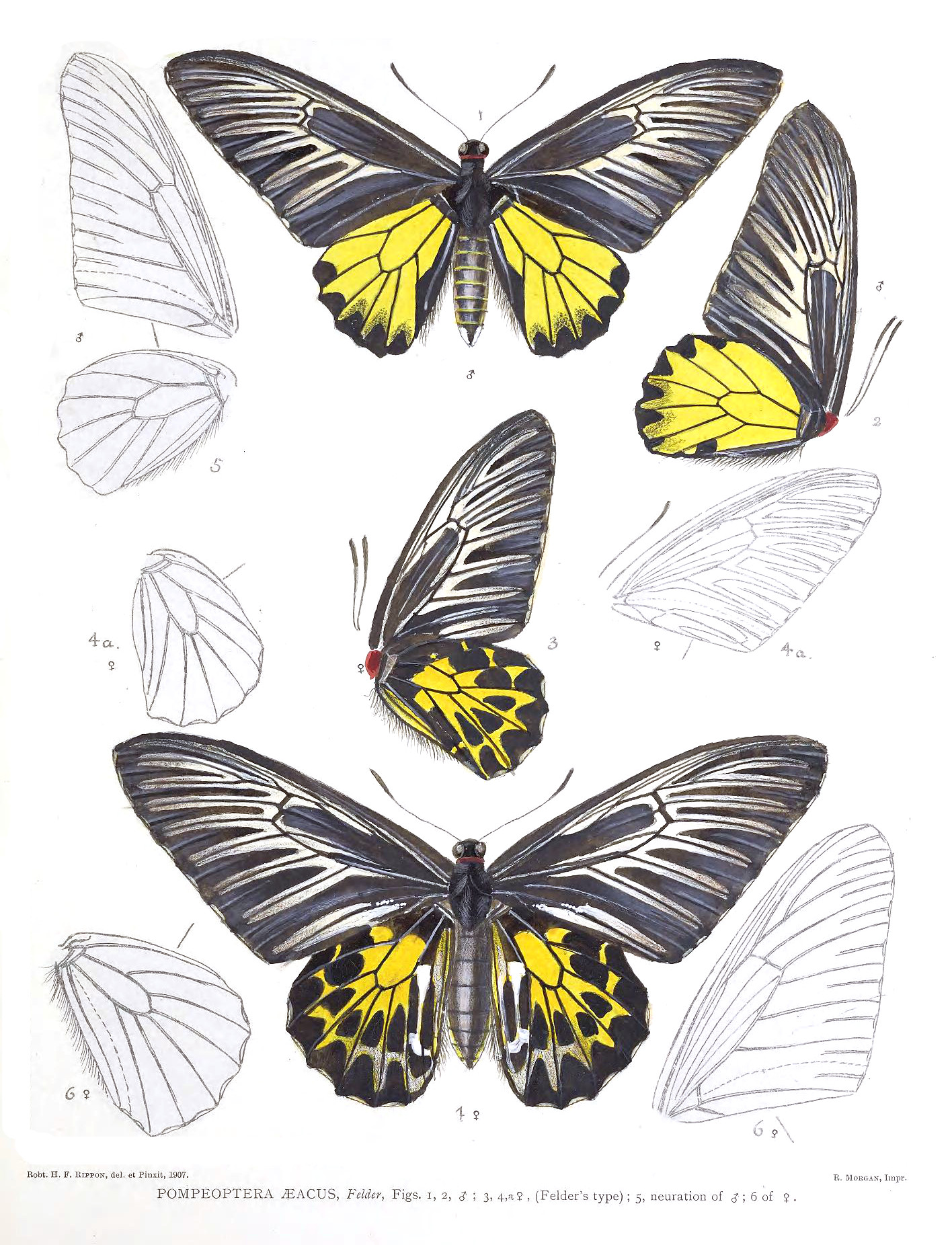
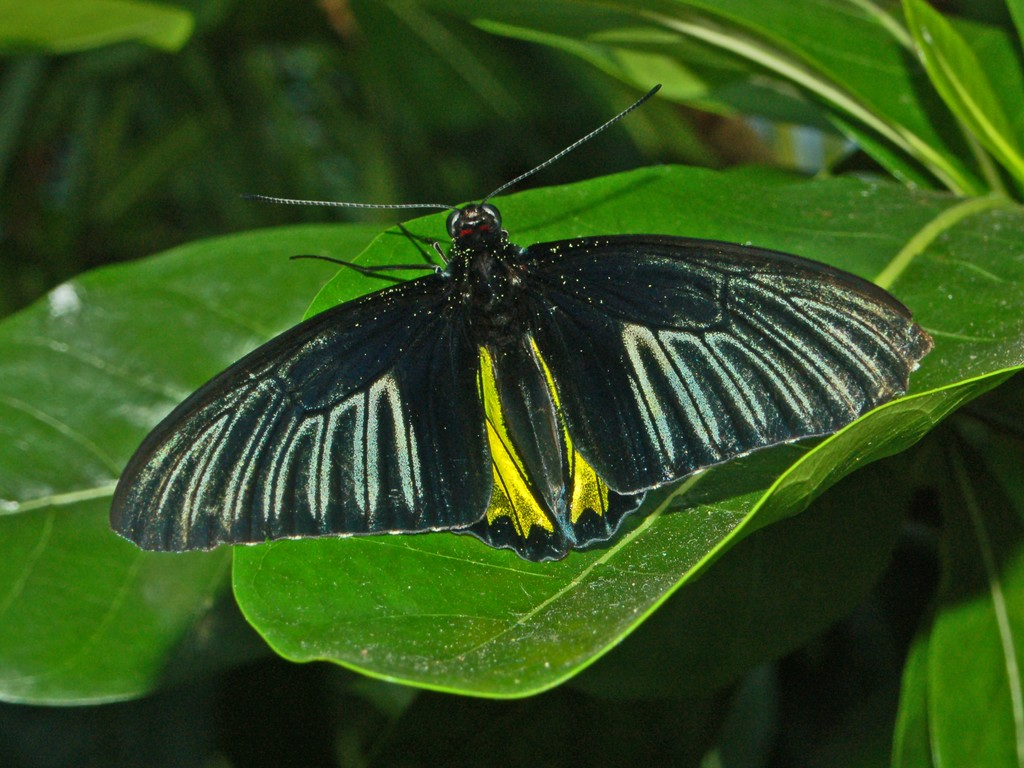
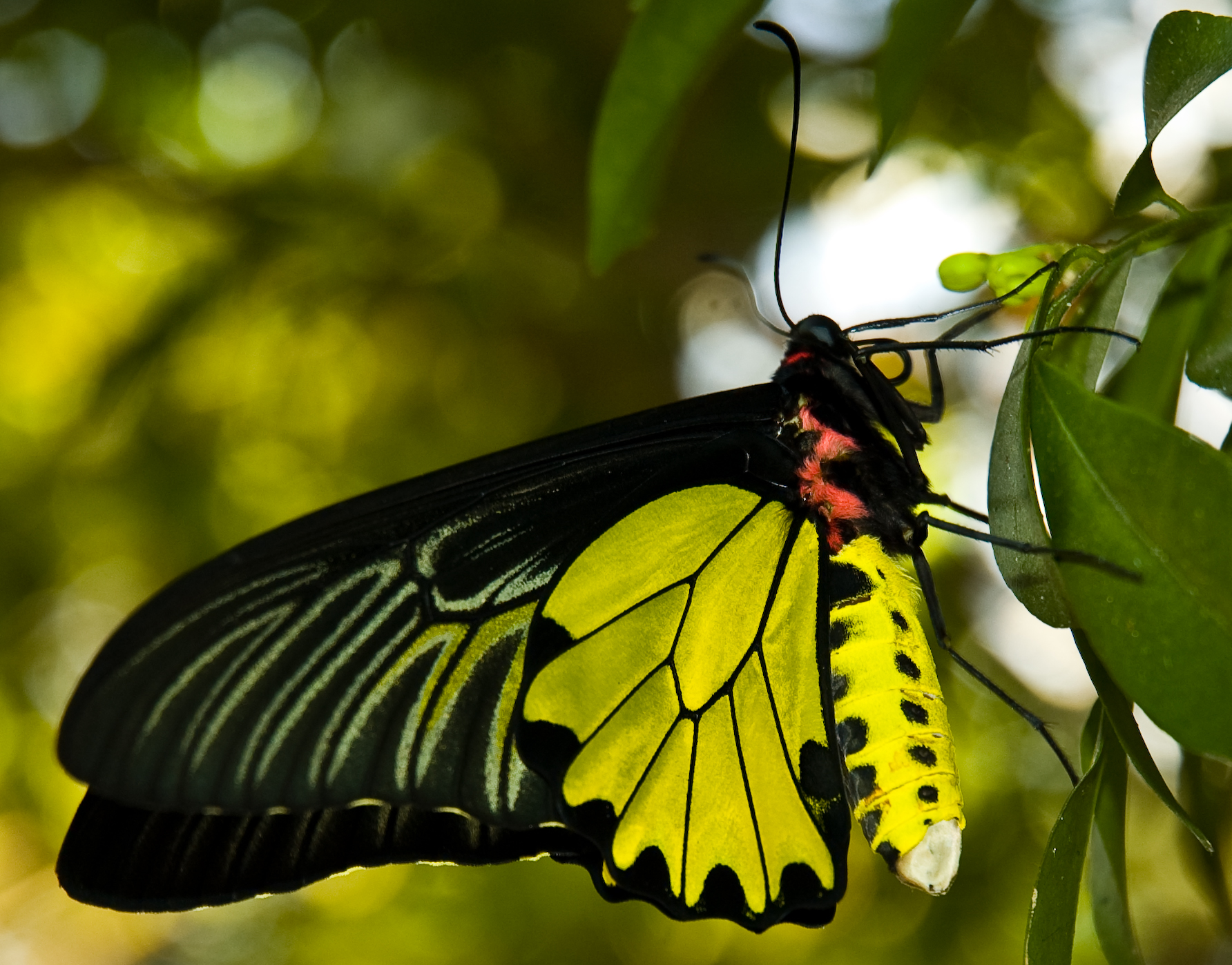
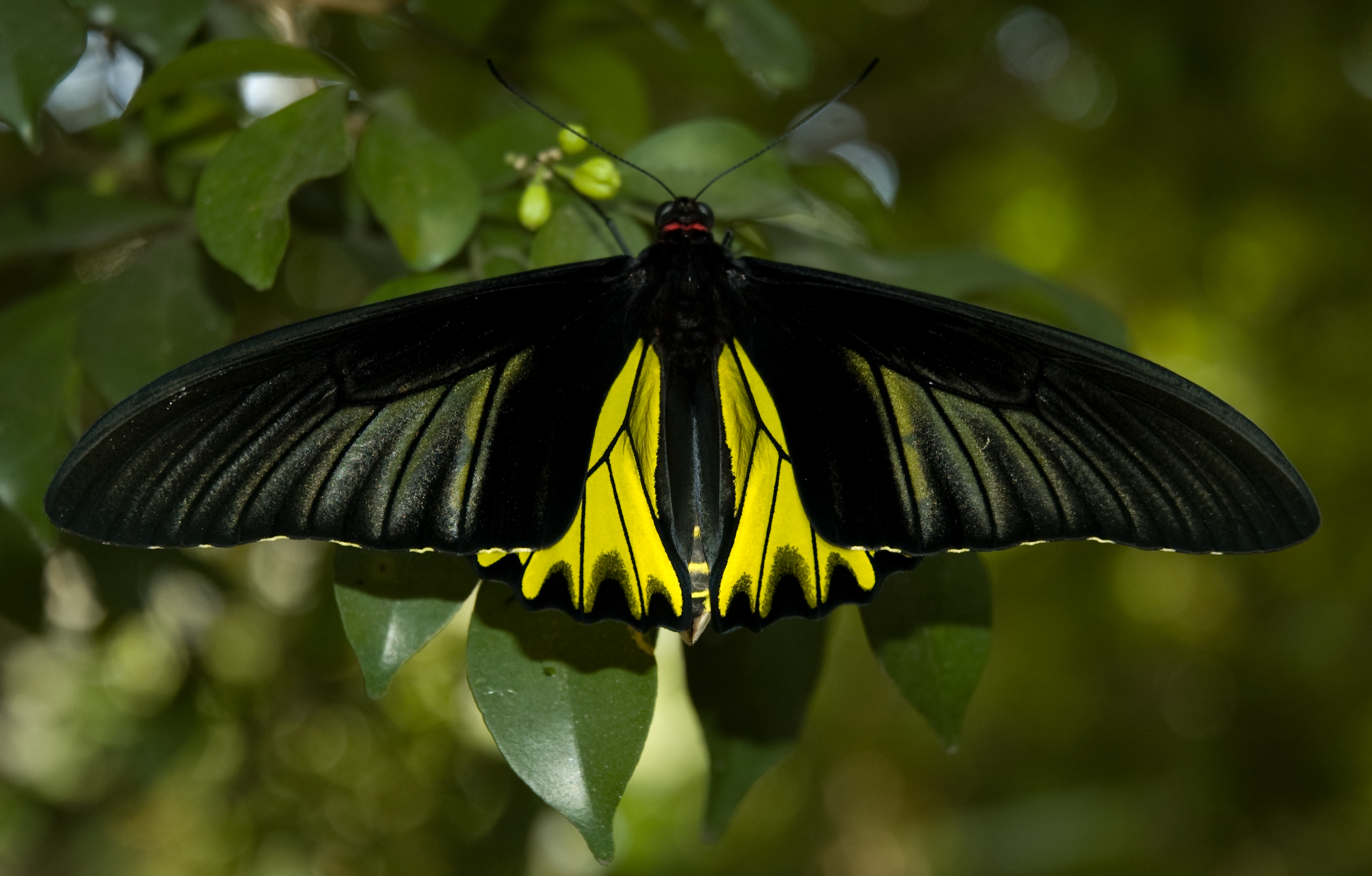